# U-Bahnhof Muzeum

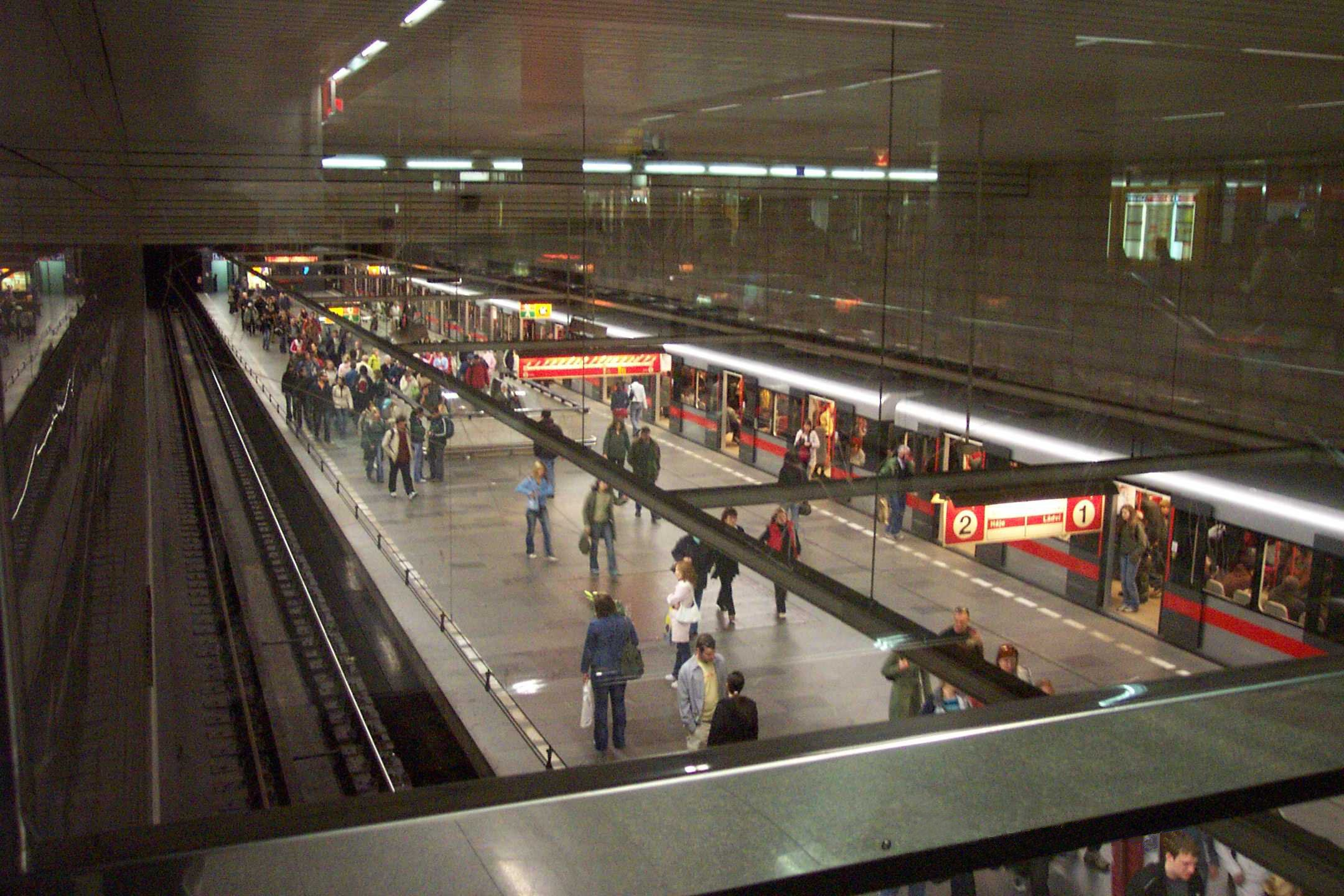
Bahnsteig der Linie C

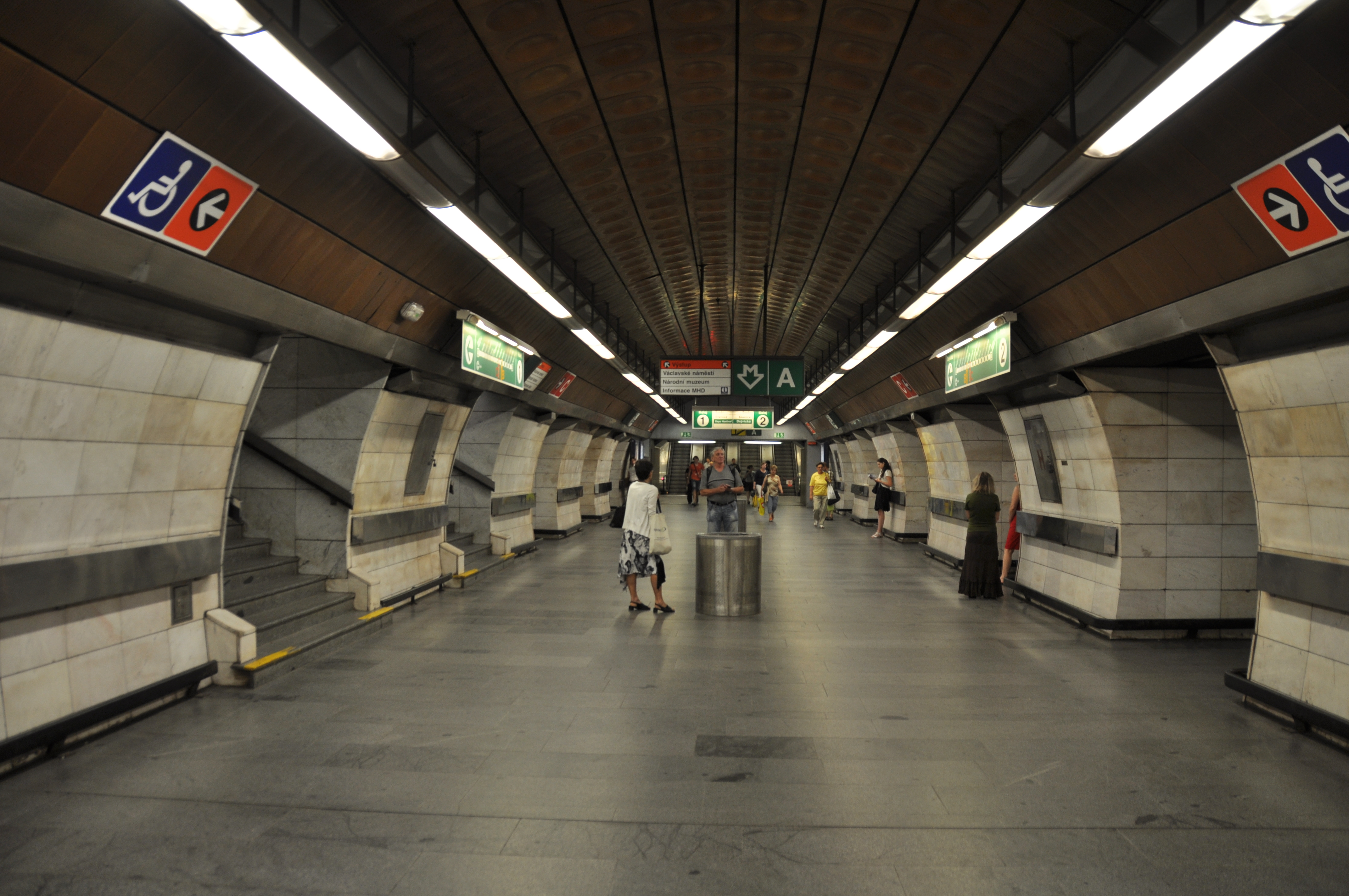
Zugang zum Bahnsteig der Linie A

Muzeum ist ein U-Bahnhof der Metro Prag, an dem sich die Linien A und C kreuzen. Er befindet sich in der Prager Neustadt am oberen Ende des Wenzelsplatzes unter dem namensgebenden Nationalmuseum.
Muzeum ist seit deren Inbetriebnahme im Jahr 1974 eine Station der Linie C. Der 194 Meter lange Mittelbahnsteig liegt in einer Tiefe von 10 Metern. Der 108 Meter lange Bahnsteig der Linie A ist ebenfalls ein Mittelbahnsteig und liegt in einer Tiefe von 34 Metern. Er wurde 1978 eröffnet. Die Bahnsteige sind barrierefrei zugänglich.